# Маже
Маже (порт. Magé) — город и муниципалитет в Бразилии, входит в штат Рио-де-Жанейро. Составная часть мезорегиона Агломерация Рио-де-Жанейро. Входит в экономико-статистический микрорегион Рио-де-Жанейро. Население составляет 232 171 человек на 2007 год. Занимает площадь 386,61 км². Плотность населения — 601,5 чел./км².
Покровительницей города считается Богоматерь да-Пьедабе.

## История
Город основан 9 июня 1566 года. 

## Статистика
- Валовой внутренний продукт на 2005 год составляет 1 240 884 тысяч реалов (данные: Бразильский институт географии и статистики).
- Валовой внутренний продукт на душу населения на 2005 год составляет 5344,69 реалов (данные: Бразильский институт географии и статистики).
- Индекс развития человеческого потенциала на 2000 год составляет 0,746 (данные: Программа развития ООН).